# Eupolybothrus excellens
Eupolybothrus excellens är en mångfotingart som först beskrevs av Filippo Silvestri 1894.  Eupolybothrus excellens ingår i släktet Eupolybothrus och familjen stenkrypare. Inga underarter finns listade i Catalogue of Life.